# Estádio Karađorđe
Karađorđe Stadium (Стадион Карађорђе), antes conhecido como Estádio da Vojvodina, é um estádio localizado em Novi Sad, Sérvia. É a casa do time de futebol FK Vojvodina. Possui capacidade para 15,000 pessoas.